# Der amerikanische Freund
Der amerikanische Freund is een West-Duitse misdaadfilm uit 1977 onder regie van Wim Wenders. De film is gebaseerd op de romans Ripley's Game (1974) en Ripley Under Ground (1970) van de Amerikaanse schrijfster Patricia Highsmith.

## Verhaal
De Duitse lijstenmaker Jonathan Zimmermann krijgt te horen dat hij terminaal ziek is. De Amerikaanse kunstzwendelaar Tom Ripley, die handelt in vervalste schilderijen, brengt hem in contact met de crimineel Minot, die Zimmerman geld aanbiedt om een gangster te vermoorden in Parijs. Zimmermann weigert eerst, maar hij gaat uiteindelijk in op het aanbod.

## Rolverdeling
| Acteur           | Personage           |
| ---------------- | ------------------- |
| Bruno Ganz       | Jonathan Zimmermann |
| Dennis Hopper    | Tom Ripley          |
| Samuel Fuller    | De Amerikaan        |
| Lisa Kreuzer     | Marianne Zimmermann |
| Gérard Blain     | Minot               |
| Andreas Dedecke  | Daniel              |
| Nicholas Ray     | Derwatt             |
| Peter Lilienthal | Marcangelo          |
| Daniel Schmid    | Ingraham            |
| Rudolf Schündler | Gantner             |